# Metaphrenon lucidum
Metaphrenon lucidum är en skalbaggsart som först beskrevs av Olivier 1795.  Metaphrenon lucidum ingår i släktet Metaphrenon och familjen långhorningar.
Artens utbredningsområde är Haiti. Inga underarter finns listade i Catalogue of Life.